# Slizák skvrnitý
Slizák skvrnitý (Gomphidius maculatus), jinak také slizák ozdobný či slizák skvrnitý ozdobný, je druh houby z čeledi slizákovitých (Gomphidiaceae).

## Znaky
Klobouk je 2-10 cm široký, v mládí klenutý s podvinutými okraji se postupně rozevírá na plochý až prohloubený, přičemž vyniká středový hrbolek. Pokožka je lepkavá až slizká, v závislosti na stáří bělavá, jemně růžová, okrová, hnědavá až černá, poraněním rezavě až černě skvrnitá, nedá se sloupnout.
Lupeny jsou tlusté, nízké, bílé, poraněním postupně červenají, šednou až černají, u třeně jsou sbíhavé, na klobouku jsou poměrně řídce uspořádané, u mladých plodnic jsou zahalené slizovým závojem, který později chybí. Výtrusný prach je temně olivový, černofialový až černý.
Třeň je 4-12 cm dlouhý, válcovitý, bílý, u mladých plodnic se na povrchu vylučují rezavé až vínově červené kapičky, které po sobě zanechávají skvrny. Báze je ztenčená, žlutá až černá.
Dužnina je měkká, nažloutlá, na řezu růžová, červená až černá, voní nevýrazně, chuťově je mírně nakyslá.

## Užití
Jedlý druh.

## Ekologie
Tento druh slizáka roste nehojně od července do listopadu ve výše položených smíšených lesích výhradně pod modříny. Velmi často roste ve společnosti klouzku sličného (Suillus grevillei).

## Rozšíření
Druh je rozšířen v Evropě, Číně, Kanadě a na Novém Zélandu.

## Galerie

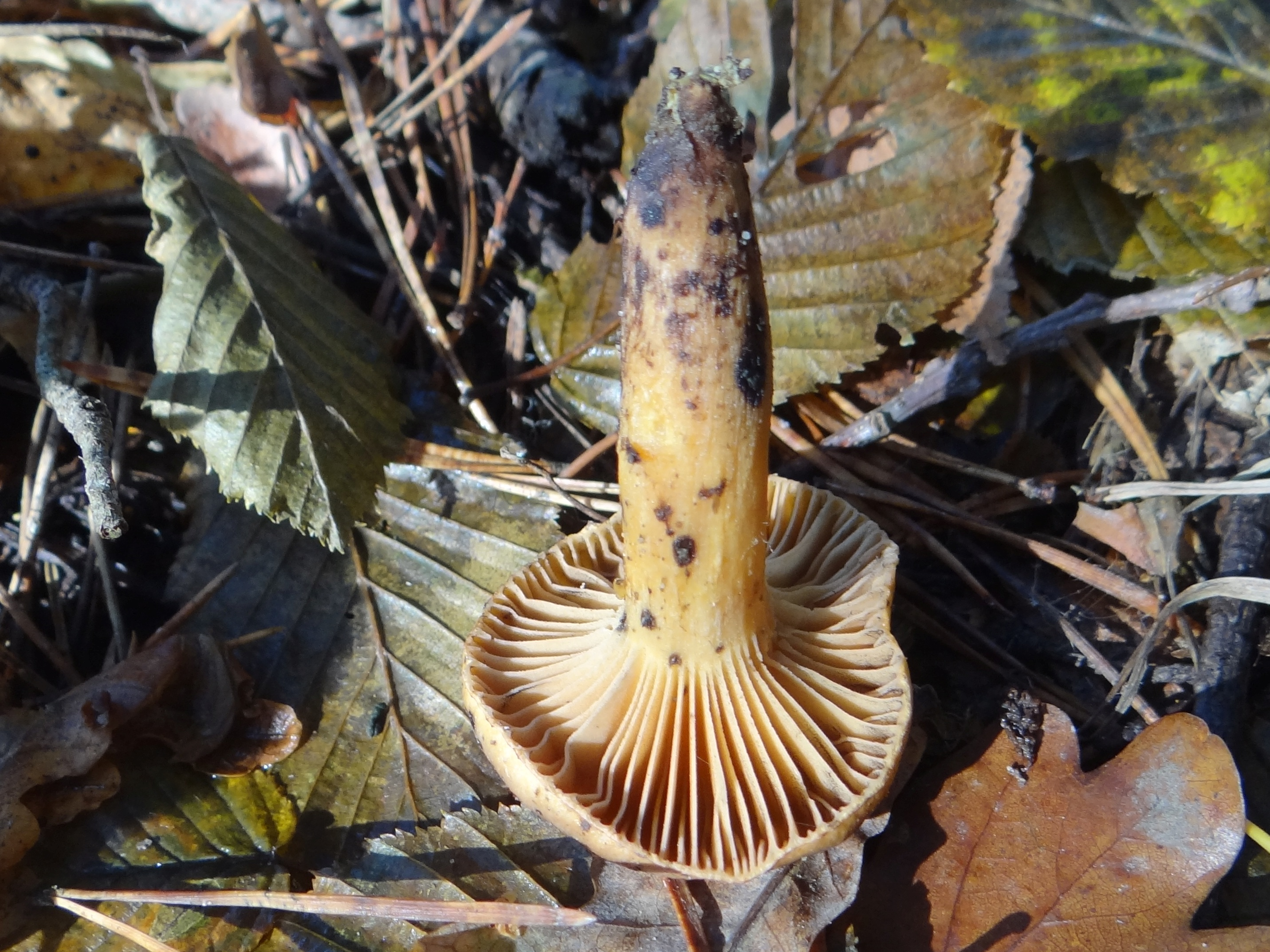
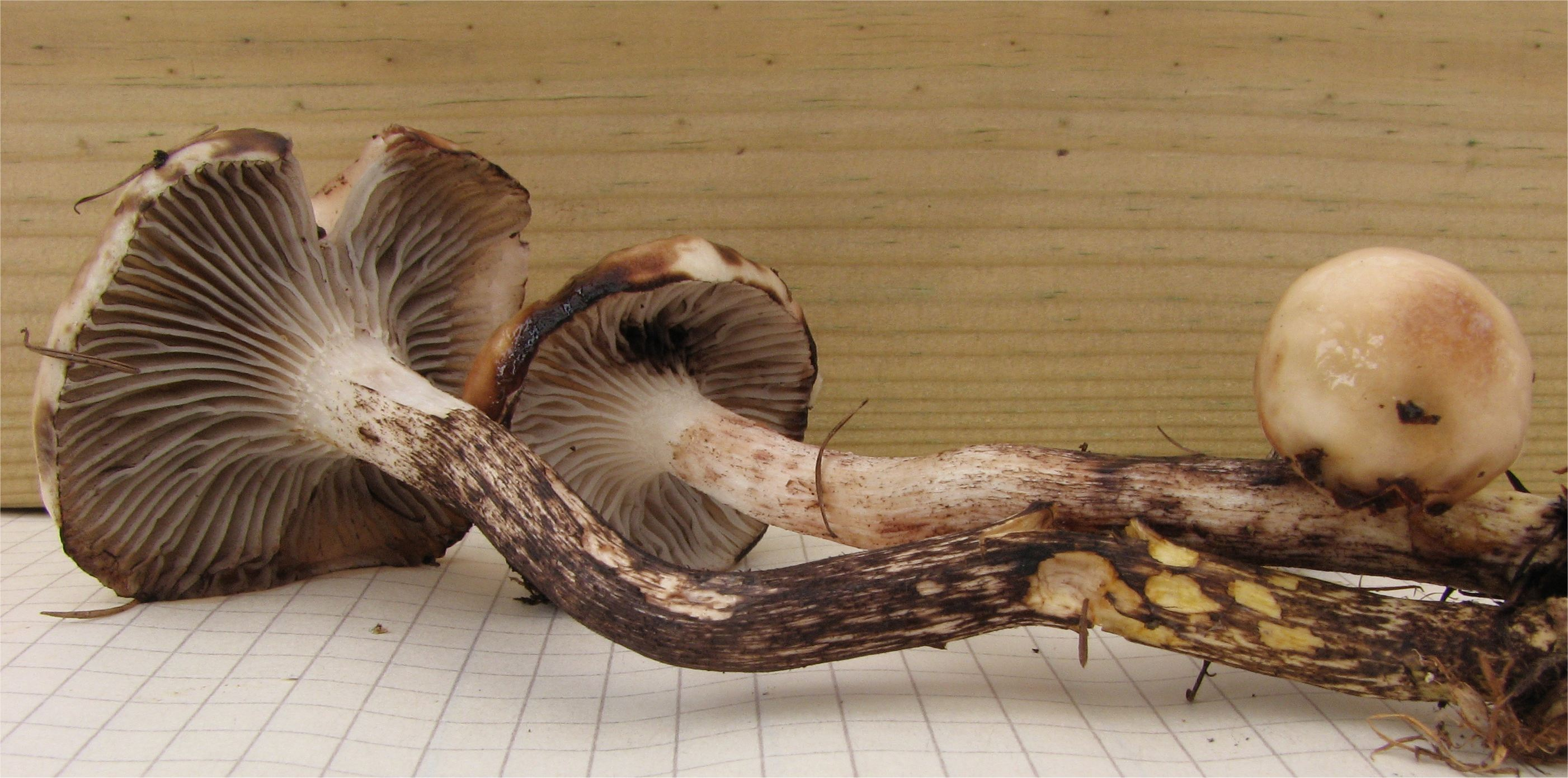
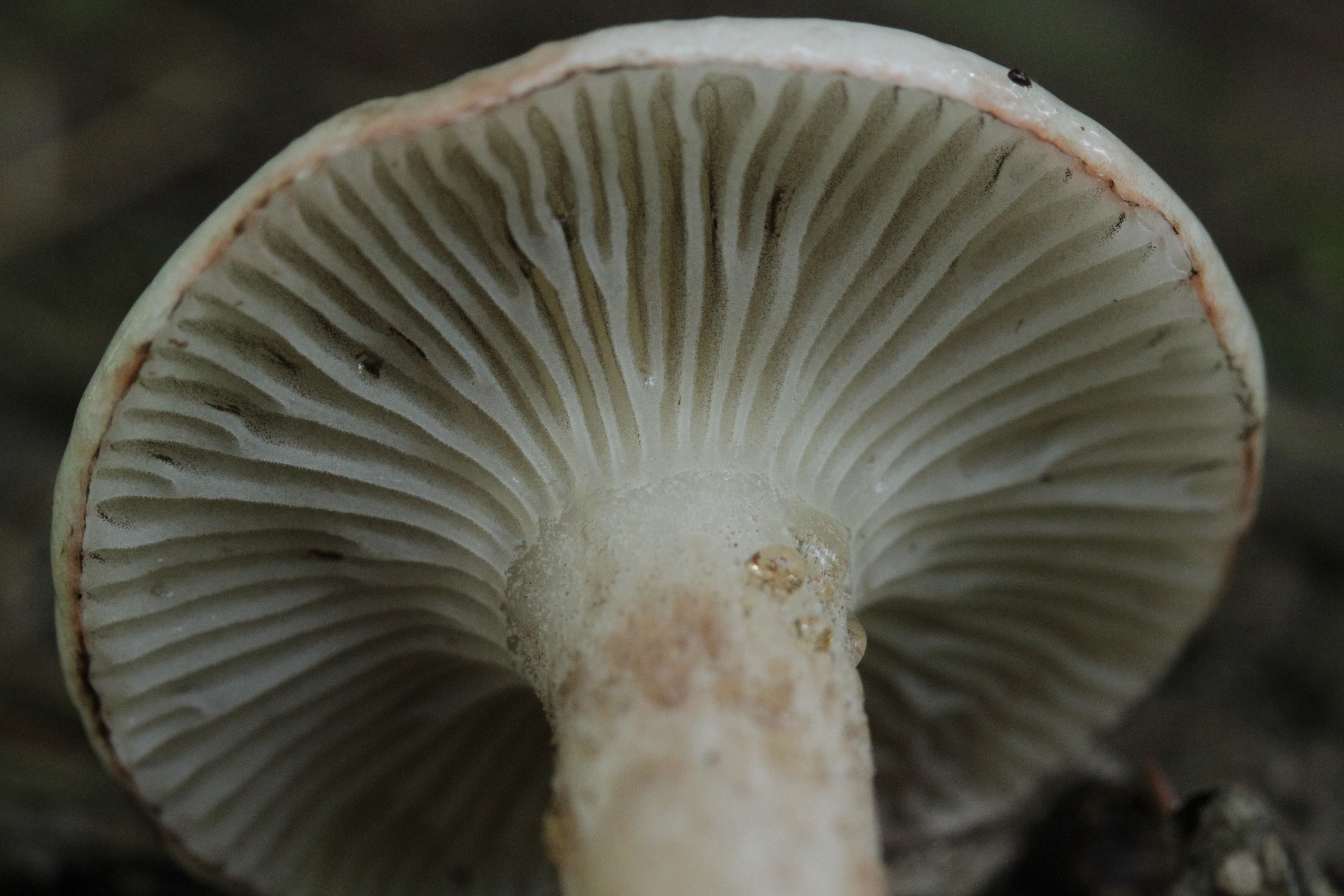
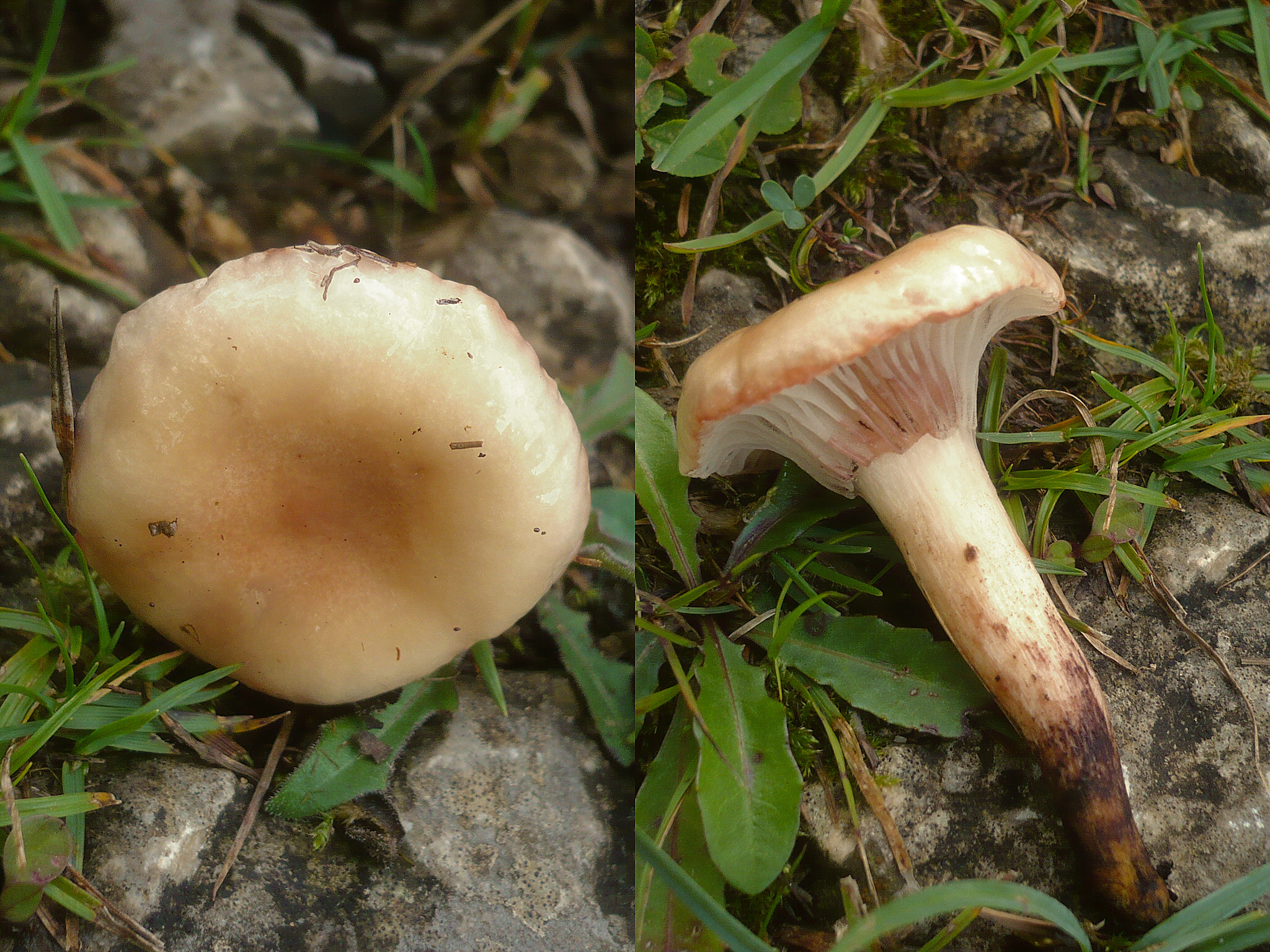

## Možnost záměny
- Slizák mazlavý (Gomphidius glutinosus)[2]